# Tadarida latouchei
Tadarida latouchei är en fladdermus i familjen veckläppade fladdermöss som förekommer i östra och sydöstra Asien. Populationen listades fram till början av 2000-talet som underart eller synonym till Tadarida teneotis. Nyare taxonomiska avhandlingar och IUCN godkänner den som art. Trots detta eftersöks ytterligare taxonomisk forskning.
Arten förekommer med flera från varandra skilda populationer i östra Kina, i Thailand, Laos och i angränsande områden av Vietnam. Upphittade exemplar från små öar i södra Japan tillhör kanske denna art. Tadarida latouchei lever i mera torra städsegröna skogar och i andra skogar. Individerna vilar i grottor.
Denna fladdermus jagas regionalt med fällor för köttets skull. Den hotas av habitatförstöring genom etablering av gruvdrift. Arten listas av IUCN på grund av den något oklara taxonomiska situationen med kunskapsbrist (DD).